# Сугачев, Леонид Николаевич
Леонид Николаевич Сугачев (укр. Леонід Миколайович Сугачев или укр. Сугачов; 25 сентября 1923, Харьков — 1972) — советский украинский учёный-правовед, специалист в области уголовно-правовых наук. Кандидат юридических наук (1955), доцент. Участник Великой Отечественной войны. 1-й заведующий кафедрой криминологии и исправительно-трудового права Харьковского юридического института (с 1966 года). Ученик профессора В. С. Трахтерова.

## Биография
Леонид Николаевич Сугачев родился 25 сентября 1923 года (в некоторых источниках — в 1925 году) в Харькове. Его родители были рабочими. В июне 1941 года Сугачев «с отличием» окончил харьковскую среднюю школу № 1. Окончив школу несколько месяцев проработал на складе № 90 Народного комиссариата обороны СССР. В январе 1942 (по другим данным в 1941) года поступил в Чкаловское училище зенитной артиллерии, которое окончил в июне 1943 года. 14 января 1942 года был призван в Красную армию Харьковским городским военным комиссариатом, который в тот момент находился в Уральске Западно-Казахстанской области Казахской ССР.
С марта по июнь 1943 года командовал огненным взводом 1356-го зенитно-артиллерийского полка, затем до 1944 года занимал ту же должность в 357-й отдельной истребительной противотанковой дивизии и 1146-го отдельного зенитного дивизиона. Первые два формирования базировались в Москве, а третье — в области. Начиная с 1944 года и вплоть до окончания Великой Отечественной войны Сугачев принимал участие в боевых действиях, дошёл до должности командира батареи 1146-го дивизиона. В июне—сентябре 1945 года, когда 1146-й дивизион в составе Центральной группы войск дислоцировался в Австрии, Сугачев занимал должность заместителя командира по строевой части. В сентябре того же года он возглавил корпусную школу сержантов при этом же дивизионе, а затем с декабря 1945 по август 1946 года командовал отдельной зенитной батареей при 102-й стрелковой дивизии. Имел воинское звание капитана юстиции. 23 марта 1945 года был награждён орденом Красной Звезды, а 3 июня того же года — орденом Отечественной войны II степени, помимо орденов имел три медали («За победу над Германией в Великой Отечественной войне 1941—1945 гг.», «50 лет Вооружённых Сил СССР» и «В ознаменование 100-летия со дня рождения Владимира Ильича Ленина») и знака «25 лет победы в Великой Отечественной войне».

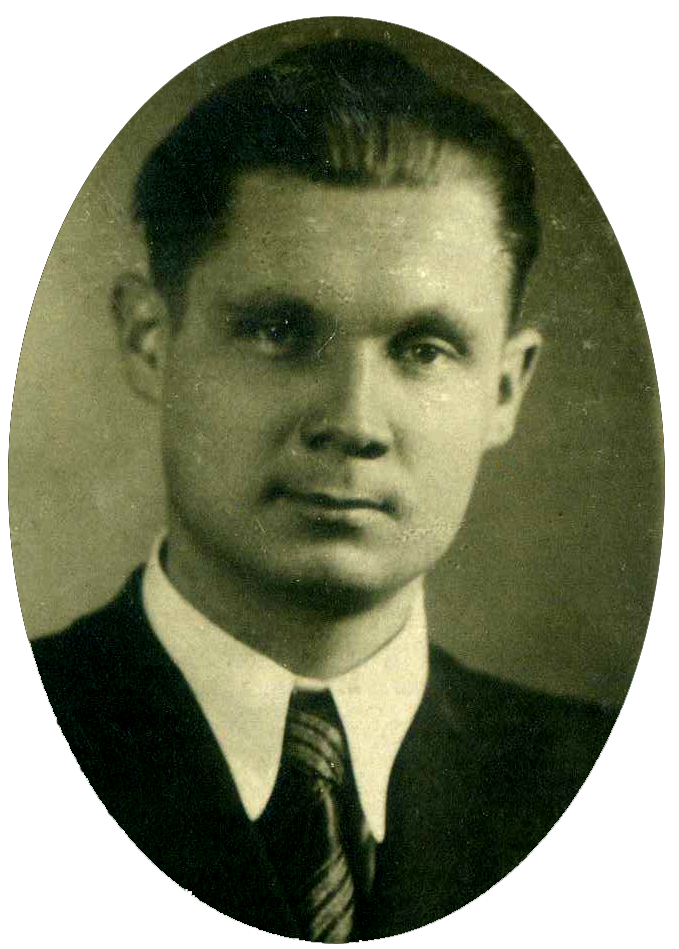
Студент Леонид Сугачев. 1950 год

Летом 1946 года Леонид Сугачев был демобилизован, и осенью того же года поступил в Харьковский юридический институт. В 1948 году за успехи в учёбе он был поощрён Сталинской стипендией, а по окончании вуза, в 1950 году был рекомендован для зачисления в аспирантуру.
В 1953 году окончил аспирантуру по специальности «советское уголовное право» у профессора В. С. Трахтерова на кафедре уголовного права Харьковского юридического института. В 1955 году в Харьковском юридическом институте под научным руководством Трахтерова успешно защитил диссертацию на соискание учёной степени кандидата юридических наук по теме «Ответственность за оскорбление по советскому уголовному праву». Его официальными оппонентами были профессор Н. Д. Дурманов и доцент М. Н. Меркушев. Диссертация Сугачева стала первой монографической работой (и по состоянию на 1970 год оставалась единственной), в которой были освещены вопросы связанные как с теоретическими, так и практическими проблемами ответственности за оскорбления. Рекомендации сформулированные Сугачевым относительно необходимости внедрения в уголовное законодательство альтернативных наказаний за оскорбление и введение квалифицированных видов оскорблений в уголовное законодательство, к 1970 году были внедрены в уголовных кодексах некоторых республик СССР. В следующем, после защиты кандидатской диссертации году был повышен до старшего преподавателя кафедры уголовного права и уголовного процесса Харьковского юридического института, а спустя ещё два года стал исполняющим обязанности доцента на той же кафедре.
В конце 1950-х годов начал читать лекции по уголовному праву. После принятия Уголовного кодекса Украинской ССР 1960 года и до момента вступления его в силу (1 апреля 1961 года), он вместе с членами кафедры уголовного права и уголовного процесса Владимиром Сташисом и Марком Бажановым читал лекции по разъяснению норм нового уголовного закона практикующим юристам в ряде крупных городов Украинской ССР. После вступления Кодекса в силу, Сугачёв продолжил давать разъяснения к его нормам в своих публикациях. В 1962 году в своей статье «О преступлениях против жизни по новому Уголовному кодексу УССР» он проанализировал и изложил свои рекомендации по квалификации действий, предусмотренных статьями, которые определяют наказание за убийство и за угрозу убийством в УК УССР. Спустя два года после этого в своей статье «Ответственность за умышленное тяжкое телесное повреждение» (укр. «Відповідальність за умисне тяжке тілесне ушкодження»), которая была опубликована в журнале «Радянське право» он написал свой комментарий к статье 101 УК УССР.
В 1966 году в Харьковском юридическом институте была образована кафедра криминологии и исправительно-трудового права, которая стала первой кафедрой подобного рода созданной в Украинской ССР. Первые преподаватели этой кафедры были переведены из других кафедр вуза. Сугачев, который к тому моменту имел учёное звание доцента, был переведён на неё в числе первых пяти преподавателей (вместе с Ю. П. Зубаревым, А. П. Копейченко, З. М. Онищуком и Л. Е. Орлом) и в сентябре того же года занял должность заведующего кафедрой. Он принимал участие в подготовке научных кадров. В 1967 году под его научным руководством кандидатскую диссертацию защитил Анатолий Копейченко (тема — «Борьба с нарушением правил безопасности движения и эксплуатации автотранспортных средств в СССР»), а в 1969 году — Анатолий Пинаев (тема — «Ответственность за хищение государственного и общественного имущества путём мошенничества»), в том же году выступал в качества официального оппонента на защите диссертации у Владимира Ломако. В 1969 году он вместе со Сташисом и Бажановым принял участие в написании первого, с 1929 года Научно-практического комментария к УК УССР. В этом издании Сугачев прокомментировал статьи с 93 по 131 нормативного акта.
Леонид Николаевич Сугачев продолжал возглавлять кафедру криминологии и исполнительно-трудового права вплоть до своей смерти в 1972 году.
Исследователь А. В. Зайцев называл Л. Н. Сугачева «выдающимся учёным-правоведом», и ставил его в один ряд с такими учёными — учениками В. С. Трахтерова, как: В. В. Голина, В. В. Сташис и Н. Ф. Яшинова.